# Campionato rumeno di calcio 1922-1923
Il Campionato Nazionale 1922-1923 è stata l'undicesima edizione del campionato rumeno di calcio. La fase finale è stata disputata tra luglio e agosto 1923 e si concluse con la vittoria finale del Chinezul Timișoara, che bissò il titolo dell'anno precedente.

## Formula
Le squadre vennero suddivise in gironi regionali, con le vincitrici ammesse alle finali nazionali disputate ad eliminazione diretta. Rispetto all'anno precedente il numero dei gironi passò da sette ad otto con la creazione del girone di Târgu Mureș.

## Partecipanti
| Regione      | Squadra                      |
| Arad         | Gloria CFR Arad              |
| Bucarest     | Venus București              |
| Brașov-Sibiu | Brașovia Brașov              |
| Cernăuți     | Polonia Cernăuți             |
| Cluj         | Victoria Cluj                |
| Oradea       | Înțelegerea Oradea           |
| Târgu Mureș  | Clubul Gimnastic Târgu-Mureș |
| Timișoara    | Chinezul Timișoara           |

## Fase finale

### Quarti di finale
Gli incontri vennero disputati tra il 22 e il 29 luglio 1923. L'incontro Brașovia Brașov - Venus București venne in un primo momento disputato a Brașov e terminò 1-1. La ripetizione della partita, da giocare a Bucarest, vide il Venus vincere 3-0 a tavolino per la mancata presentazione dell'avversario.
| Squadra 1                    | Risultato | Squadra 2          |
| ---------------------------- | --------- | ------------------ |
| Victoria Cluj                | 1 - 0     | Înțelegerea Oradea |
| Clubul Gimnastic Târgu-Mureș | 1 - 0     | Polonia Cernăuți   |
| Gloria CFR Arad              | 0 - 2     | Chinezul Timișoara |
| Venus București              | 3 - 0     | Brașovia Brașov    |

### Semifinali
Gli incontri si disputarono il 12 ed il 19 agosto 1923. La partita Chinezul - Clubul Gimnastic Târgu-Mureș, giocata a Timișoara e terminata 1-1 fu disputata nuovamente a Târgu-Mureș.
| Squadra 1          | Risultato | Squadra 2                    |
| ------------------ | --------- | ---------------------------- |
| Venus București    | 1 - 3     | Victoria Cluj                |
| Chinezul Timișoara | 2 - 0     | Clubul Gimnastic Târgu-Mureș |

### Finale
La finale fu disputata il 26 agosto 1923 con il Chinezul che si riconfermò campione vincendo 2-0 e segnando una rete per tempo. Per il secondo anno consecutivo l'avversaria fu il Victoria Cluj.
| Squadra 1     | Risultato | Squadra 2          |
| ------------- | --------- | ------------------ |
| Victoria Cluj | 0 - 2     | Chinezul Timișoara |

## Verdetti
- Chinezul Timișoara Campione di Romania 1922-23.